# Lierde
Lierde ist eine belgische Gemeinde in der Denderstreek in der Region Flandern mit 6874 Einwohnern (Stand 1. Januar 2024). Sie besitzt keinen eigentlichen Ortskern, sondern besteht aus den vier Ortsteilen Deftinge, Hemelveerdegem, Sint-Maria-Lierde und Sint-Martens-Lierde.
Geraardsbergen liegt 4 km südlich, Zottegem 7 km nördlich, Oudenaarde 17 km westlich, Aalst 19 km nordöstlich, Gent 26 km nordnordwestlich und Brüssel ca. 40 km östlich (alle Angaben in Luftlinie vom etwaigen Zentrum der Gemeinde bis zu den jeweiligen Stadtzentren).
Die nächsten Autobahnabfahrten befinden sich bei Erpe-Mere und Aalst an der A10/E 40.
Lierde besitzt einen Regionalbahnhof an der Strecke Geraardsbergen – Lierde – Gent.

## Töchter und Söhne der Gemeinde
- Roger Baguet (* 1939 in Sint-Martens-Lierde), Radrennfahrer
- Ferdi Van Den Haute (* 1952 in Deftinge), Radrennfahrer

## Weblinks

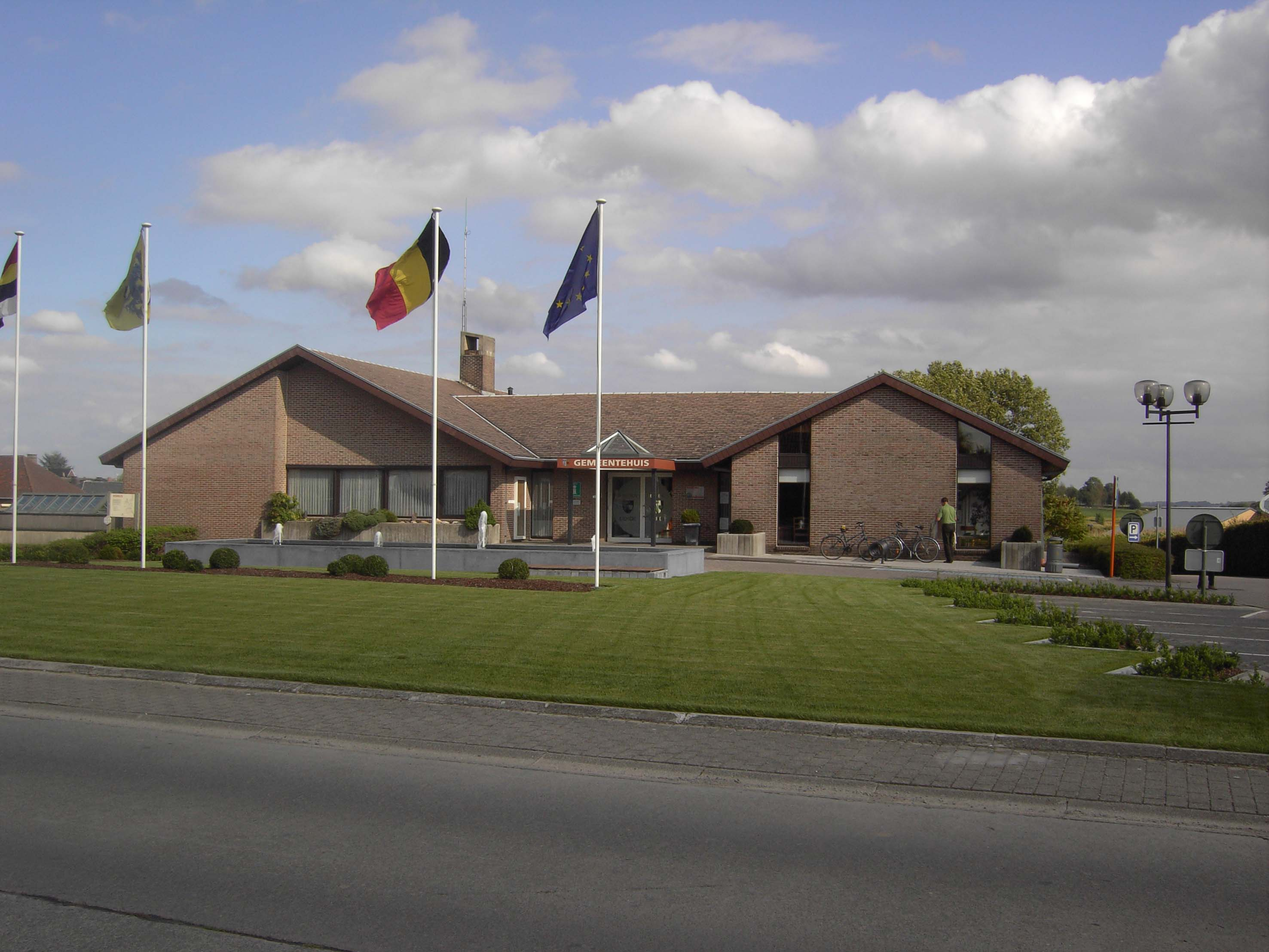
Gemeindehaus von Lierde